# سیارک ۸۴۰۷۵
سیارک ۸۴۰۷۵ (به انگلیسی: 84075 Peterpatricia، نامگذاری:2002PL165) هشتاد و چهار هزار و هفتاد و پنجمین سیارک کشف شده‌است که در ۸ اوت ۲۰۰۲ کشف شد.